# Jean-Pierre Dintilhac
Jean-Pierre Dintilhac, né le 15 mars 1943 à Paris et mort le 6 mars 2014, est un magistrat français.

## Biographie
Il est licencié en droit et diplômé de criminologie et de politique criminelle.

### Parcours professionnel
- Service militaire comme aspirant au 5e régiment de hussards à Weingarten (RFA).
- Substitut à Melun (1973-1974).
- Juge d'instance à Sens (1975).
- Magistrat au ministère de la Justice (1975-1979).
- Détaché au ministère du Travail (1979-1981).
- Conseiller référendaire à la Cour de cassation (1981-1982).
- Substitut à Paris (1982), puis magistrat détaché au ministère de la Justice (1982-1984).
- Sous-directeur de l'Administration pénitentiaire (1984-1988).
- Directeur de l'Administration pénitentiaire (1988-1990).
- Directeur de cabinet du Garde des sceaux socialiste Henri Nallet (1990-1991).
- Directeur de la Gendarmerie nationale (1991-1993).
- Avocat général à la Cour de cassation (1994-1998).
- Procureur de la République de Paris (1998-2002).
- Conseiller à la Cour de cassation (2002-2006).
- Président de la deuxième chambre civile à la Cour de cassation (2006-2008).

## La nomenclature «Dintilhac »
La nomenclature dite « Dintilhac », créée par une commission présidée par ce dernier courant 2005, est un outil de référence en matière d’indemnisation des victimes de dommage corporel. Il s'agit d'une classification normalisée des préjudices corporels ; elle est en usage pour leur évaluation et leur indemnisation.
Elle est le plus couramment appliquée, pour ne pas dire systématiquement, bien qu’elle soit dépourvue de force obligatoire. Elle est systématiquement utilisée par les magistrats et les avocats. Le ministère de la Justice, par circulaire, a demandé aux professionnels du droit de l'utiliser.
Elle se compose d’une liste de postes de préjudices qui se détaillent selon la date de consolidation (avant/après consolidation), puis selon que les postes concernent les préjudices patrimoniaux ou extrapatrimoniaux. Elle comprend une définition de 30 préjudices et une classification de ces derniers.

## Publications
- Le procureur de la République, Paris, L'Harmattan, 2003.
- Jean-Pierre Dintilhac avec Yves Bordenave (préface de Guy Canivet, Rendez-nous la justice : un haut magistrat parle, Jacob-Duvernet, 2006.
- Préface à : Au palais de justice de Paris de Jasna Stark, Paris, L'Harmattan, 2008.